# Великі дерева
«Великі дерева» (англ. The Big Trees) — пригодницький фільм 1952 року, режисер Фелікс Фейст. У головній ролі Кірк Дуглас.

## Зміст
Джим створив успішну справу, пов'язану з продажем дерева. Та у нього є жорстокі конкуренти з місцевої квакерської громади. Невдовзі їхні розбіжності виходять із ділової площини і переростають на жорстоке протистояння, вийти переможцем із якого буде дуже нелегко.

## Ролі
- Кірк Дуглас — Джим Феллон
- Іві Міллер — Елісія Чадвик
- Патріс Уаймор — Дейзі Фішер / Дора Фігг
- Едгар Бученен — Вальтер «Юкон» Бернс
- Джон Арчер — Френчі ЛеКройкс
- Елан Хейл-молодший — Тіні
- Рой Робертс — Судья Креншоу
- Чарльз Мередіт — Старик Биксбі
- Гаррі Кордінг — спритний Грегг
- Еллен Корбі — сестра Блекберн

## Факти
- Це був останній контракт на зйомки Кірка Дугласа з Warner Brothers після довгого періоду складних відносин між ним і компанією.
- Фільм був викладений в загальний доступ після того, як Warner Brothers не поновляться її права на фільм. Причини цього залишаються невідомими.
- Рейтинг фільму на IMDb дорівнює 5.6 з 10.